# بخش کانگپوکپی
بخش کانگپوکپی (به انگلیسی: Kangpokpi district) یک منطقهٔ مسکونی در هند است که در مانیپور واقع شده‌است. بخش کانگپوکپی ۳۳۵٬۰۰۰ نفر جمعیت دارد.